# The Delgados
I Delgados furono una band indie rock formatasi a Motherwell (Scozia) nel 1994 e rimasta in attività fino al 2005.

## Storia del gruppo
Il gruppo si formò dopo che gli amici Alun Woodward (chitarra e voce), Stewart Henderson (basso) e Paul Savage (batteria) vennero espulsi dalla band in cui suonavano allora, i Bubblegum. Si unì a loro Emma Pollock (chitarra e voce), che era all'epoca fidanzata con Paul Savage. Il nome del gruppo fu scelto basandosi su quello di Pedro Delgado, ciclista vincitore del Tour de France.
La prima uscita commerciale fu l'inclusione della loro canzone "Liquidation Girl" nella compilation Skookum Chief Powered Teenage Zit Rock Angst, ma successivamente il gruppo non seguì l'abitudine di firmare per una casa discografica, dando invece vita ad una propria etichetta: la Chemikal Underground, con la quale pubblicarono non solo i loro lavori ma anche quelli di diverse altre band locali. La prima release della Chemikal Underground fu il primo singolo dei Delgados, "Monica Webster / Brand New Car", che attirò l'attenzione del veterano DJ della BBC John Peel. In breve la band diventò una delle preferite del DJ, tanto che furono più di dieci le occasioni in cui si esibirono nel suo programma radiofonico.
Le spese per la pubblicazione della seconda uscita della Chemikal Underground, il singolo "Disco Nation 45" dei Bis, impedirono all'etichetta di poter affrontare una nuova uscita, e così il successivo lavoro dei Delgados, il 7" "Lazarwalker", uscì per la londinese Radar Records che propose loro anche un contratto per cinque album, che la band rifiutò ingaggiando invece il loro agente Graeme Beattie nella Chemikal Underground.
Un altro singolo, "Cinecentre", vide la luce all'inizio del 1996 mentre la band si destreggiava tra il lavoro all'etichetta (reso ancor più movimentato dall'apparizione dei Bis a Top of the Pops), diversi tour e la registrazione del suo album di debutto. I due singoli seguenti furono estratti da Domestiques, il primo album pubblicato dai Delgados il 28 ottobre 1996. Sia i singoli che l'album furono lodati dalla critica, e la canzone "Under Canvas, Under Wraps" raggiunse il terzo posto nella classifica di fine anno (Festive Fifty) degli ascoltatori del programma di John Peel.
Nel 1998 il gruppo diede alle stampe il secondo album, Peloton, che vide l'ampliamento dello spettro musicale dei Delgados e l'inserimento di arrangiamenti più complessi. A fronte di un nuovo successo di critica, il disco non riuscì però altrettanto bene nelle vendite, sebbene il singolo "Pull the Wires From the Wall" rappresentò il primo ingresso della band nelle classifiche di vendita inglesi, piazzandosi al 69simo posto. Continuò anche lo stretto rapporto con John Peel, con "Pull the Wires From the Wall" al primo posto della Festive Fifty ed altri due brani al nono e trentottesimo posto.
L'evoluzione dei Delgados continuò con The Great Eastern, album del 2000 che, prodotto da Dave Fridmann, contiene molte parti orchestrali nonché tempi molto differenziati. Di nuovo il disco fu lodato dalla critica ma non fu capace di espandere in modo significativo il seguito della band. Il primo singolo, American Trilogy, raggiunse la posizione numero 61 nelle classifiche inglesi, l'album ottenne una nomination al Mercury Music Prize e 4 delle canzoni in esso contenute furono incluse nella Festive Fifty (2 tra le prime 10).
La stessa situazione si ripeté in occasione del loro quarto album, Hate, uscito per la Mantra. Le composizioni, a tratti epiche, dell'album divennero popolari tra i critici e i votanti della Festive Fifty, ma un più ampio pubblico continuò a mostrarsi disinteressato. Il brano "The Light Before We Land" fu utilizzato come sigla iniziale del cartone animato Gunslinger Girl.
La band tornò alla Chemikal Underground per pubblicare l'ultimo album, Universal Audio, del 2004, che segnò un allontanamento da suoni orchestrali dei due lavori precedenti, abbracciando invece un più semplice approccio pop.
Nell'aprile del 2005 i Delgados annunciarono la loro separazione, dovuta alla fuoriuscita del bassista Stewart Henderson che dichiarò di trovar difficile "versare così tanta della mia energia e del mio tempo in qualcosa che non è mai sembrata ottenere l'attenzione o il rispetto che sentivo meritasse". I quattro amici continuano a portare avanti assieme la Chemikal Underground. Emma Pollock e Alun Woodward, entrambi nelle vesti di cantautori, hanno intrapresto carriere soliste, mentre il batterista Paul Savage continua il suo lavoro di produttore negli studi della band, i Chem19 Studios di Glasgow.
Un doppio album contenente le 29 tracce registrate negli anni negli show di John Peel, The Complete BBC Peel Sessions, uscì il 12 giugno 2006 in Europa.

## Formazione
- Alun Woodward - voce, chitarra
- Stewart Henderson - basso
- Paul Savage - batteria
- Emma Pollock - voce, chitarra

## Discografia
Tutte le registrazioni sono uscite per la Chemikal Underground tranne dove diversamente specificato.

### Album
- Domestiques (1996, LP / CD )
- Peloton (1998, LP / CD)
- The Great Eastern (2000, LP / CD)
- Hate (2002, Mantra LP / CD)
- Universal Audio (2004, LP / CD)

### Album live e raccolte
- Peel Sessions (Strange Fruit CD)
- Live at the Fruitmarket (2001, CD)
- The Complete BBC Peel Sessions (2006, CD)

### Singoli / EP
- "Monica Webster" / "Brand New Car" (1995, 7")
- "I've Only Just Started to Breathe" (Ché, 2x7", split con Bis, Merzbow e The Golden Mile)
- "Lazarwalker" (1996, Radar 7"/CD)
- "Cinecentre" (1996, 7"/CD)
- "Under Canvas Under Wraps" (1996, 7"/CD)
- "Sucrose" (1996, 7"/CD)
- "Everything Goes Around the Water" (1998, 7"/CD)
- "Pull the Wires From the Wall" (1998, 7"/CD)
- "The Weaker Argument Defeats the Stronger" (1998, 7"/CD)
- "American Trilogy" (2000, 7"/CD)
- "No Danger (Kids' Choir)" (2000, 7"/CD)
- "Coming in From the Cold" (2002, Mantra 7" /CD)
- "All You Need is Hate" (2003, CD)
- "Everybody Come Down" (2004, 7"/CD)
- "Girls Of Valour" (2005, 7")